# Andrzej Buda
Andrzej Buda pseud. Leon (ur. 1 grudnia 1907 w Niechobrzu, zm. 26 marca 2005 w Gdańsku) – działacz komunistyczny, oficer aparatu bezpieczeństwa PRL.

## Życiorys
Syn Kacpra i Agnieszki. Na początku lat 20. skończył szkołę powszechną, następnie pracował na roli i w majątku ziemskim. W latach 1930–1932 był robotnikiem we Francji, a po powrocie sezonowym robotnikiem budowlanym. W latach 1942–1944 żołnierz Gwardii Ludowej i Armii Ludowej o pseudonimie „Leon”.
Od marca 1944 r. był sekretarzem konspiracyjnego Okręgu PPR Rzeszów–Tarnów. Od 7 do 26 sierpnia 1944 pełnił obowiązki I sekretarza Komitetu Okręgowego Polskiej Partii Robotniczej w Rzeszowie, jednak po utworzeniu tam Komitetu Wojewódzkiego nie objął w nim analogicznej funkcji. 8 września 1944 został kierownikiem Wydziału Personalnego Wojewódzkiego Urzędu Bezpieczeństwa Publicznego w Rzeszowie, a 13 stycznia 1945 został przeniesiony na analogiczne stanowisko do WUBP w Krakowie. Od 7 czerwca 1945 p.o. naczelnika, a od 1 października 1947 naczelnik Wydziału Personalnego WUBP w Gdańsku. 15 lipca 1952 został naczelnikiem Wydziału Ogólnego, a 1 sierpnia 1953 naczelnikiem Wydziału Ogólno-Administracyjnego WUBP w Gdańsku. Od 1 kwietnia 1955 zastępca naczelnika Wydziału IX Wojewódzkiego Urzędu ds. Bezpieczeństwa Publicznego (WUdsBP) w Gdańsku. Od 1 stycznia 1957 zastępca naczelnika Wydziału „T”, a od 1 lutego do 31 grudnia 1962 Wydziału II SB Komendy Wojewódzkiej Milicji Obywatelskiej w Gdańsku. Od 8 lutego 1958 major MO.
W II RP działał najpierw w ZMW „Wici” i SL, a od 1932 w KPP. Podczas okupacji był członkiem rabunkowego oddziału GL Józefa Augustyna i wstąpił do PPR; był m.in. sekretarzem rzeszowskiego okręgu PPR. Był odznaczony Medalem Zwycięstwa i Wolności 1945, Krzyżem Zasługi KRN, Medalem Za Odrę, Nysę, Bałtyk, Srebrnym (1946) i Złotym Krzyżem Zasługi, Odznaką „10 Lat w Służbie Narodu”, Krzyżem Partyzanckim, Medalem 10-lecia Polski Ludowej i Krzyżem Komandorskim Orderu Odrodzenia Polski (1957). Pochowany na Cmentarzu Łostowickim w Gdańsku.